# Верді (телесеріал)
«Верді» (італ. Verdi) — італійський біографічний телевізійний міні-серіал з 9 серій по 30 хв, режисера Ренато Кастеллані, що демонструвався в 1982 році, який розповідає про історію життя, творчості та любові великого італійського композитора XIX століття Джузеппе Верді (1813—1901). У головній ролі Верді — британський актор Рональд Пікап. У 2003 році фільм вийшов на DVD.

## Сюжет
У фільмі розповідається про життєвий і творчий шлях від народження (10 жовтня 1813 року) до похорону (28 січня 1901 року) одного з найвідоміших італійських оперних композиторів —  Джузеппе Верді (Рональд Пікап). Дуже докладно показаний важкий початок кар'єри  Верді та стосунки з сім'єю його покровителя Антоніо Барецці (Джамп'єро Альбертіні), одруження з дочкою Маргаритою Барецці (Дарія Ніколоді), першою дружиною рано померлих дітей композитора. Також дуже тепло показана історія знайомства і розвитку відносин Верді з його другою дружиною, оперною співачкою Джузеппіною Стреппоні (Карла Фраччі), яка стала супутницею життя композитора. Події пов'язані з роками об'єднання Італії є фоном подій, під час яких одна з опер Верді, «Набукко», набула особливого патріотичного значення.
Мінісеріал оснований на історичних документах, діловому та особистому листуванні, а закадровий голос оповідача допомагає краще зрозуміти те, що відбувається на екрані. У фільмі звучать арії та сцени з опер Верді у виконанні великих італійських оперних співаків.

## Ролі виконують
- Рональд Пікап — Джузеппе Верді
- Карла Фраччі — Джузеппіна Стреппоні[it]
- Джамп'єро Альбертіні[it] — Антоніо Барецці[it]
- Дарія Ніколоді — Маргарита Барецці, перша дружина Джузеппе Верді
- Адріана Інноченті[it] — Марія Барецці
- Омеро Антонутті[it] — Карло Верді
- Ева Крістіан — Тереза Штольц[it]
- Енцо Черузіко — Емануель Музіо[it]
- Ліно Каполікйо — Арріґо Бойто
- Леопольдо Трієсте — Фінола
- Мілена Вукотіч — Клара Маффей
- Берт Ланкастер — оповідач (американської версії фільму)

## Навколо фільму
- Робота за сценарієм Ренато Кастеллані тривала вісім років, під час якої режисер користувався порадами музиканта Романа Влада та Istituto di Studi Verdiani. У фільмі взяли участь понад 100 акторів, 1800 статистів, були використані 4000 костюмів.
- Оперні голоси, що звучать у фільмі, належать: Марії Каллас (у «Травіаті»), Маріо дель Монако (у опері «Отелло»), Лучано Паваротті (у опері «Ріголетто») та Джузеппе Таддеї[it] (у опері «Фальстаф»).
- Фільмування відбувалося в Буссето, Фіденці, Пармі, Мілані, Турині, Кремоні, Венеції, Санкт-Петербурзі (тоді Ленінграді) та Кастель-Сан-П'єтро-Романо (замаскованому під альпійське село).[4]

## Нагороди
- 1983 Нагорода Національної асоціації кабельного телебачення (Італія):
  - за програму серіали — документальні фільми (CableACE Awards)